# Cenn Fáelad mac Ailella
Cenn Fáelad mac Ailella (deutsch „Haupt der [Wer-]Wölfe?“; † 679), auch Cennfáelad, war ein irischer Gelehrter, der durch die einzige überlieferte Gehirnoperation der irischen Frühgeschichte bekannt wurde. Er war ein Nachfahre des berühmten Königs Niall Noigiallach, von dem die Uí Néill ihren Stammbaum herleiten. Nach John F. Healy (1926–2012) soll seine Schwester Sabina die Mutter des heiligen Cuthbert von Lindisfarne gewesen sein.
Cenn Fáelad kämpft in der Schlacht von Mag Ráth (Cath Maige Rátha; 636 oder 637) mit. Er erhält dabei eine schwere Kopfwunde und wird in die Abtei von Tomregan (heute im County Cavan) gebracht, um dort vom Abt Sankt Bricrin (590–650) geheilt zu werden. Dass Cenns Vater Ailill mac Báetán 16 Jahre vorher beim naheliegenden Mag Slécht ermordet worden war, wie in den Annalen von Ulster (Annala Uladh) verzeichnet wird, ist vermutlich ein Zufall. Ein Jahr lang wird Cenn im Kloster gepflegt, dann ist er wieder gesund. Aber als Folge einer Operation, bei der das zertrümmerte Stück des Schädels und ein Teil des Gehirns entfernt werden mussten – angeblich der für das Vergessen zuständige Teil –, werden seine geistigen Fähigkeiten, besonders das Merkvermögen, nahezu unfehlbar.
Als Gelehrter soll Cenn Fáelad das 1. Buch des Auraicept na nÉces („Leitfaden für den gelehrten Dichter“) verfasst haben und wird zu einem der berühmtesten Dichter Irlands. Er soll als Lehrer für Latein, irisches Recht und Dichtung in irischer Sprache in einer Klosterschule gewirkt haben, ohne selbst ein Mönch zu werden. Viele der ihm zugeschriebenen Werke sind allerdings erst lange nach seinem Tod entstanden. Er ist der erste Dichter, der namentlich in den Annalen von Ulster genannt wird.